# 엄주환
엄주환(嚴柱煥, 1950년 5월 13일 ~ 2005년 8월 2일)은 대한민국의 성우이다.

## 생애
- 1972년 KBS 공채 14기 성우로 데뷔하였다.
- 2005년 8월 2일에 간암으로 인하여 55세의 나이로 타계하였다.[1]

## 출연작

### 애니메이션
- 명탐정 번개(KBS) - 번개
- 2020년 우주의 원더키디(KBS)
- 우주선장 율리시즈(KBS)
- 출동! 바이오 용사(KBS) - IQ
- 사이버탐험대 쟈니퀘스트(KBS) - 사이버 요원
- 시튼동물기(KBS) - 어니스트 시튼
- 콤바트라V(VIDEO) - 준 / 해설
- 감바의 모험(VIDEO) - 해설 / 론리
- 돌북 특전대(VIDEO)
- 백수왕 고라이온(VIDEO) - 세이도 츠요시(헝크)
- 욤욤 공주와 도둑(VIDEO) - 압정

### 전담 성우
- 패트릭 스웨이지
  - 시티 오브 조이(KBS) - 맥스
  - 사랑과 영혼(KBS) - 샘
  - 더티 댄싱(SBS) - 쟈니
  - 남과 북(KBS)시리즈물 - 어리 메인
  - 킬러가 보낸 편지(KBS) - 레이스
- 커트 러셀
  - 툼 스톤(KBS) - 와이어트 어프
  - 스타게이트(KBS) - 코닐 대령
  - 무단 침입(KBS) - 마이클
  - 분노의 역류(KBS) - 스티븐
  - 애꾸눈 론 선장(KBS) - 론 선장
  - 파이널 디씨전(KBS) - 그랜디

### 외화
- 기동순찰대 (KBS) - 펀치 (에릭 에스트라다)
- 말괄량이 삐삐 (KBS)
- 슈퍼 볼케이노 (KBS) - 케니스(로버트 위스든)
- V (KBS) - 다니엘 번스타인 (데이비드 파커)
- 돌아온 제5전선 (KBS) - 맥스 하트 (토니 해밀턴)
- 레이븐 (MBC) - 레이븐 (제프리 믹)

### 영화
- 소리없는 승리 (KBS)
- 오명 (KBS) - 비어즐리(모로니 올슨)
- 타워링(96년 재더빙/KBS) - 카를로스 (그레고리 시에라)
- 행복을 파는 기계(KBS)
- 늑대개(KBS) - 알렉스(클라우스 마리아 브랜다우어)
- 스페셜리스트(SBS) - 토마스 레온
- 할로우 맨(KBS) - 크레머 박사 (윌리엄 디베인)
- 반지의 제왕: 반지 원정대(KBS) - 엘론드 (휴고 위빙)
- 스타워즈 에피소드4(KBS) - 한 솔로 (해리슨 포드)
- 블랙 독(SBS) - 잭 크루
- 오멘 3 - 심판의 날(SBS) - 데미안 (샘 닐)
- 피아노(KBS) - 스튜어트 (샘 닐)
- 다크 하프(SBS) - 테드 (티모시 휴튼)
- 취권2(SBS) - 황기영 (적룡)
- 에일리언(SBS) - 댈러스 (톰 스커릿)
- 리플리컨트(SBS) - 복제인간
- U-571(SBS) - 쿠난 소령(데이빗 키스)
- 필라델피아 익스페리먼트2(SBS) - 데이비드
- 사선에서(KBS) - 마티 (토빈 벨)
- 미스터 베이스볼(KBS) - 잭 (톰 셀렉)
- 더 원(KBS) - 알드리치(제임스 모리슨)
- 셰익스피어 인 러브(KBS) - 버베이지(마틴 클룬즈)
- 다크니스(KBS) - 아빠 (이아인 글렌)
- 붉은 10월(KBS) - 배실리 (샘 닐)
- 라스트 택시(KBS)
- 프롬프터(KBS) - 프레드 (스벤 노딘)
- 뮤직 오브 하트(KBS) - 댄(제이 O. 샌더스)
- 줄리엣을 위하여(KBS)
- 웰컴 미스터 맥도날드(KBS) - 하마무라 (호소카와 도시유키)
- 줄리엣을 위하여(KBS)
- 행복을 파는 기계(KBS)
- 콰이강의 다리(KBS) - 그로건(펄시 허버트)
- 라스트 액션 히어로(SBS) - 베네딕트(찰스 댄스)
- 코튼 클럽(SBS) - 샌드맨 윌리암스
- 지옥의 묵시록(KBS)
- 프레데터(SBS) - 달튼 (칼 웨더스)
- 클리프 행어(SBS) - 핼 (마이클 루커)
- 나바론2(KBS)
- 쌍둥이 대소동(KBS) - 니컬라스 파커 (데니스 퀘이드)
- 프롬프터(KBS) - 프레드 (스벤 노딘)
- 오스틴 파워(SBS) - 넘버 2 (로버트 와그너/롭 로우)
- 인터폴 특명 (SBS) - 덱스 (제프 파헤이)
- 킥 복서(SBS) - 커트(장 끌로드 반담)
- 간디 (KBS) - 워커(마틴 쉰)
- 죠스 2 (KBS) - 핸드릭스(제프리 크레이머)
- 하이랜더 2 (SBS) - 코너 맥클라우드(크리스토퍼 램버트)
- 올리버 트위스트 (KBS) - 몽크스(랠프 트루먼)
- 제니의 초상 (KBS) - 무어(앨버트 샤브)
- 39계단 (KBS) - 조단 교수(갓프리 티얼) / 열차 승객(제리 버노)

### 방송
- 마지막 까지 목소리
- 명작의 고향 (MBC)
- 명작의 무대 (MBC)
- 이것이 인생이다 (KBS 1TV)
- TV 내무반 신고합니다 (KBS 1TV)
- SBS 8 뉴스 오프닝 (SBS) (1시간 빠른 뉴스~ SBS 8시 뉴스!) (1997년 6월 30일 ~ 1998년 3월 29일)
- 긴급구조119 (KBS2)(2003년)[2]

### 광고
- 마지막 까지 목소리
- 목화스폴침대 (1987년)
- 신영와코루(비너스) (쿨슬립) (1987년)
- 두산유업 (두산우유) (1988년)
- 코오롱스포츠 (액티브)
- 후지필름 (롯데필름)(1988년)
- 쌍용투자증권(현 신한투자증권) (1988년)
- KGC인삼공사 (홍삼드링크)
- 코카콜라음료 (보리보리,아쿠아리스)
- 사보나아동복 (1988년)
- 클리포드 (1988년)
- 코오롱모드 (맨스타)
- 현대백화점
- 샘표식품 (양조간장 501) (샘표양조식초)
- 한국일보
- BYC (아미에) (하이나)
- 한국가스안전공사 (1989년)
- 에넥스 (SSK미러) (1989년)
- 삼화페인트 (1989년)
- 하이파이브 (1989년)
- 동양도자기 (슈퍼차이나)(성우:권희덕)(1989년)
- 프로스펙스 (1989년)
- SPC삼립 (샤우면) (1990년)
- 티티경인 (티티원더키디파스) (1990년)
- 남영나이론 (비비안 고탄력스타킹) (1990년)
- 국제상사 (KJC국제양말, KJC국제스타킹)
- LX하우시스 (유비알, 모노륨) (1990년)
- 코오롱제약 (비코사이드,덴타돌)
- 신신제약 토오졸(1990년-1991년)
- GC 제놀(1990년-1991년)
- 롯데웰푸드 (따봉바 커피맛) (배트맨바)
- 정식품 (베지밀, 베지밀5) (성우:권희덕)
- 레고코리아  (성시리즈 '마법의 성'-1993년)
- 대도실업 (노래교실)
- 꿈나무
- 카미노
- 한주통산 (리바이스)(1990년)
- 기라로슈안경(1991년)
- 경동나비엔 (경동보일러, FF보일러)
- 명문제약 (벌모졸)
- 일화 (천연사이다)
- 일동후디스 (아기밀프러스, 아기밀옵티마)
- 오리온 (후라보노껌)
- 국제상사 (아티스, 프로메이트)
- 금성출판사 (금성판 국어대사전) (1992년)
- 신송식품 (신송간장골드) (1992년)
- 해태제과식품 (리베나) (1993년)
- 신풍제약 (디스토시드) (1993년-1994년)
- 동국제약 (인사돌) (1994년)
- 한국일보 (1994년)
- SK (닥터제로)
- 농심켈로그 (현미프레이크)
- 농심 (콩나물뚝배기)
- 제우교역 (아디다스) (1995년)
- 바로크가구 (리나쎈토침대) (1995년)
- 한국인삼공사 (정관장)
- 삼성제약 (에프킬라 싹싹, 판토A) (1996년-1997년)
- 전자랜드 (1996년)
- 한독옵텍 (아티스탈렌즈) (1996년)
- 롯데미도파 (1995년)
- 한국전기안전공사
- 한국전기통신공사
- KT
- 파크랜드
- 기아 (그랜토, 록스타 R2, 아벨라, 캐피탈, 타우너, 세피아)
- 명인제약 (이가탄:하일성편) (1991년)
- 삼일제약 (그래칼) (1992년)
- 털보네우동 (1993년)
- TG삼보컴퓨터 (드림시스)
- 신원에벤에셀 (모두스비벤디, 베스띠벨리) (성우:권희덕)
- 으뜨미아
- 신한은행
- KEB하나은행
- LG전자 (동굴이청소기)
- LG생활건강 (차밍무스)(1989년)
- 대웅제약 (지미코, 지미콜, 베아제:비행기편) (1988년,1994년-1995년)
- 안국약품 (토비콤)
- 한독 (케토톱,브론덱)
- SK매직 (매직파워세탁기, 매직세탁기, 매직폭포봉세탁기)
- OCI (엘엘샤시) (1994년)
- 대한안경사협회 (1994년) (성우:김종성)
- 유니베라 (남양알로에) (1994년)
- 린나이코리아 (린나이 가스보일러) (1995년)
- 미라무역 (맨풀:이젠자신있습니다 편) (1995년)
- 롯데기공 (16비트 롯데가스보일러)
- 상호저축은행중앙회 (1995년)
- 일동제약 (케노펜겔)(1995년)
- 한국타이어 (노르딕)
- 동서식품 (맥심커피, 동서벌꿀)
- 영일제약 (메모비스)(성우:권희덕)(1991년)
- 롯데푸드 (롯데햄 에선뽀득, 야채믹스100, 야채볶음밥)
- 하이트진로 (라이브생)
- 신도리코
- 한국토지공사
- 쌍용C&B (스카티티슈,울트라큐티 파워슬림)
- 코웨이 (코웨이 냉온정수기)
- 오뚜기 (오뚜기참기름, 옛날순우동, 골드마요네스, 후레쉬참치)
- 삼진제약 (안정액)
- 동양도자기 (슈퍼차이나) (성우:권희덕)
- 한국야쿠르트 (야쿠르트에이스)
- 한미약품 (메디락비타)
- 서울신문
- 생명보험협회 (1994년-1999년)
- 롯데칠성음료 (홍삼드링크)
- CJ제일제당 (게토레이)
- 삼성전자 (비디오비전 커풀, 퍼펙트세탁기 신바람, 시네마TV, 위너VTR, 하이폰 전화기, 신휴먼테크, 퍼펙트 세탁기, 그린컴퓨터)
- 동원개발 (동원로얄듀크)
- 유한킴벌리 (비바, 하기스)
- 유한크로락스 (유한락스)
- 한국얀센 (타이레놀)
- 휴온스 (니조랄)
- 공익광고협의회
  - 1990년 온누리 깨끗하게-합성세제
  - 1991년 화합의 한마당
  - 1991년 음식물 낭비
  - 1992년 금권선거방지
  - 1992년 93 새출발
  - 1993년 새다짐 새각오
  - 1994년 신문고
  - 1994년 맑은공기보존
  - 1995년 노사는 동반자
  - 1997년 웃을 수 있는 미래
- SK텔레콤 (디지털011)
- 광동제약 (경옥고드링크, 광동다이어트울트라, 은록천)
- HK이노엔 (비타메진S)
- 동화약품 (화이투벤S)
- 체리부로 (처갓집양념통닭)
- 삼육식품 (뉴스타트, 삼육메론)
- 유한양행 (맥생, 실버칼, 정직과 신용의편, 콘택600)
- 아모레퍼시픽 (쾌백, 투웨이샴푸, 빨래박사, 헤어칼라린스, 설록차, 고려왕 드링크)
- 대일화학 (나리손, 40년의 정직, 마즈렌에스, 인도팝, 미니팝)
- 현대약품 (시노카)
- 매일유업 (밀루파매일, 바이오거트,장에는 GG)
- 동아제약 (가그린, 박카스F, 써큐란) (1995년-1997년)
- 우리들제약 (노카르돈, 미가펜)
- 고려제약 (하벤F, 싼타볼)
- 헨켈홈케어코리아(컴베트골드,개미용컴배트,컴배트모기향)
- 애경산업 (뉴스파크,썬,울트라스파크,팍스)
- LG그룹 사명변경 및 CI 론칭 광고(1995년)
- 현대자동차 (스쿠프, 엑셀, 갤로퍼, 엑센트, 그레이스, 쏘나타2, 싼타모, 포터, 뉴포터, 리베로)
- 넥센타이어 (다크호스 2)
- 동원F&B (동원선물세트,육쪽마늘)
- 동산C&G (금수강산 원더풀)
- 삼양식품 (삼양콩간장,삼양라면)
- 금강제화 (레스모아,리갈,버팔로,엘칸토 마이다스)
- 대우건설 대우건설기업 PR 광고(1995년), 기업 PR 광고(1998년)
- 일양약품 (노루모,애시드린)
- 대우통신 (윈프로펜티엄,윈프로486컴퓨터)
- 세진컴퓨터랜드
- 팬택 디지털 시티맨(1997년) 멀티캡(1996년) 예써전화기 (1994년) 현대하이퍼줌카메라 (1997년) 시티맨2(1995년)
- 대상 불고기양념(1993년), 아스파(1994년-1995년)
- 대우그룹 기업 광고 PR광고 - 세계경영 전자,통신편(1993년) 기업 광고 PR광고-세계경영 자동차편(1994년)
- 위니아전자 (마제스타슈퍼 7000, 대우초간편VTR,초간편 VTR 딱한번,디지털셔틀VTR,셀프냉장고,탱크냉장고 냉기그물, 입체냉장고 탱크, 입체냉장고 탱크 2, 공기방울세탁기 파워, 공기방울세탁기 제트, 공기방울세탁기 올리고 때리고, 공기방울세탁기 돌개물살, 탱크냉장고 신선은행, 공기방울세탁기 강스파이크, 공기방울세탁기 살균까지)
- 한국GM (르망 - 스피드 주행편, 르망 - 세계를 달린다편, 에스페로, 티코)
- SK루브리컨츠 엔진오일 SD 5000(1994년)
- 현대정유 기업 PR 광고 - 사명변경 고지편(1993년)
- 종근당 펜잘 - 교통체증 편, 인코라민(1991년)
- SK하이닉스 - 기업 PR(1994년)
- 팜한농 - 기업 PR, 주렁 유제, 파란들 입제, 코니도 수화제 (1994년)
- 천광유지 (희드라스트롱)
- 윤선생영어교실 (1997년)
- 한국투자증권(현 동원증권, 한국투자신탁증권) (1998년-2001년)
- KDB대우증권 (1999년)

### 지역광고
- 마지막 까지 목소리
- 신광소리사 (대구)
- 동양투자신탁 (대구)
- 부산진시장 (부산)
- 보성주택 (대구)
- 부산합동양조 (부산)
- 호호탕수육 (완주)
- 대한보청기 (서울)
- 대구백화점 (대구)
- 문화개발 (대구) 유해무과 함께
- 화진주택건설, 화진종합건설 (대구)
- 대림종합가구 동대구보루네오 (대구)
- 국제발전기 (대구)
- 복음보청기 (서울)
- 영남일보 (대구)
- 엑스포과학공원 (대전)
- 우방 (대구)
- 중앙도매그릇상가 (대전)
- 대전공인중계사회 (대전)
- 진미식품 (대전)
- 군산대학교 (군산)
- 한빛웨딩홀 (대전)
- 광주탁주제조협회 (광주)
- 삼부아파트 (대전)
- 둔산전자타운 (대전)
- 킹버거하우스 (대전)
- 마전신원임대아파트 (대전)
- 대전혼수타운 (대전)
- 엑스포주방기구기물 (대전)
- 사계절토끼탕 (대전)
- 현대주택 (대구)
- 대구경북염소축협 (대구)
- 대구은행 (대구)
- 쌍마 트랜스 (대전)
- 삼우건설 (대구)
- 호남유치원 (전주)
- 학천면옥 (청주)
- 트랜스무빙 (대전)
- 천안컨벤션센터 (천안)
- 신신당 (대전)
- 반도건설 반도보라 메머드 타운(부산)
- 중앙투자신탁 (대전)
- 그랜드백화점 (서울)
- 부산광역시상수도사업본부 (부산)
- 부산도시가스 (부산)
- 부산도시공사 (부산)
- 하이웨이동수원백화점 (수원)
- 부대찌개 (전주)
- 용성종합경비 (대전)
- 명품가구단지 (전주)
- 송원가구백화점 (전주)